# InuYasha: Juso no Kamen
InuYasha: Jusu no Kamen (犬夜叉 呪詛の仮面 InuYasha: Mặt nạ bị nguyền rủa), là một trò chơi trên hệ máy PlayStation 2 dựa vào bộ truyện tranh và loạt phim hoạt hình InuYasha.